# Escudo de Manitoba
A primeira parte do escudo de armas da província de Manitoba, Canadá, oficialmente As armas de Sua Majestade em Direito da Província de Manitoba, era a couraça, que foi atribuída por garantia real do Rei Eduardo VII em 10 de maio de 1905. Sobre o alvo superior encontra-se a a Cruz de São Jorge, símbolo de Inglaterra. O bisonte é uma recordatorio simbólico da abrumadora presença deste animal (em tempos longínquos) sobre a atual província. O resto do escudo de armas foi concedido em 1992.
O capacete posicionado na cume do escudo é dourado e aponta para a esquerda, um símbolo do estatuto co-soberano de Manitoba na Confederación. A cobertura prove das cores nacionais canadenses. A crista é um castor, o animal oficial de Canadá, sustentando a uma pulsatilla, a flor provincial de Manitoba. Assim mesmo, a crista acha-se montada por uma coroa, representando à soberania real.
O lema é Gloriosus et Liber, "gloriosa e livre," uma frase tomada da lírica inglesa para o hino nacional de Canadá "O Canada"